# Ingeborg Westphal
Ingeborg Westphal (* 17. April 1946 in Berlin; † 28. Juli 2012 ebenda) war eine deutsche Schauspielerin.

## Leben
Ingeborg Westphal wurde als fünftes von sechs Kindern geboren und wuchs in Ost-Berlin am Prenzlauer Berg auf. Schon in jungen Jahren erhielt sie Tanzunterricht (Volkstanz und Ausdruckstanz). Erste kleine Rollen hatte sie als Jugendliche in dem in Berlin-Lichtenberg gelegenen Kinder- und Jugendtheater Theater der Freundschaft, bevor sie im dort direkt benachbarten Haus der Jungen Pioniere eine erste große Rolle übernahm.
Sie machte eine zweijährige Ausbildung an einer Pädagogischen Fachschule und arbeitete dann mit sprachbehinderten Menschen. In dieser Zeit machte sie das Abitur an der Abendoberschule. Sie wurde dann zum Studium in den Fächern Rehabilitationspädagogik und Kommunikationswissenschaften an der Humboldt-Universität delegiert. Nach vier Monaten ließ sie sich exmatrikulieren, um Schauspielerin zu werden.
Ingeborg Westphal machte ihren Abschluss an der Staatlichen Schauspielschule Berlin in Berlin-Schöneweide. Es folgten Engagements als Schauspielerin an den Theatern in Meiningen, Halle, Rostock und Eisenach. Außerdem arbeitete sie ab 1974 in der DDR für Film und Fernsehen. Erste Rollen hatte sie in den Fernsehmehrteilern Maria und der Paragraph und Die Frauen der Wardins sowie in der Krimireihe Polizeiruf 110. Wiederholt trat sie auch in der Sendereihe Der Staatsanwalt hat das Wort in Erscheinung. Unter Regisseur Lothar Bellag hatte sie in dem Liebesdrama Tull (1979) neben Ulrich Thein und Barbara Schnitzler ihre erste Hauptrolle in einem Film. Eine tragende Nebenrolle hatte sie als Sigrid in Lothar Warnekes Verfilmung Unser kurzes Leben (1981) des Brigitte-Reimann-Romans Franziska Linkerhand.
1983 erfolgte ihre Ausreise aus der DDR. Sie arbeitete zunächst am Stadttheater Heidelberg, später am Schauspiel Köln, bevor sie nach West-Berlin umzog, wo sie am Renaissance-Theater spielte. Ab 1986 folgten erste Film- und Fernseharbeiten in der Bundesrepublik. Von 1991 bis 1992 spielte sie als arbeitslose Schauspielerin Lilli eine der Hauptrollen in der Familienserie Agentur Herz an der Seite von Wolfgang Greese und Simone Thomalla. Von 1995 bis 1996 war sie in der ARD-Krimiserie Die Kommissarin als besorgte Freundin Sonja der Titelfigur Lea Sommer, gespielt von Hannelore Elsner, zu sehen. Für das Fernsehdrama Das vergessene Leben (1998) stand sie neben Inge Meysel als aufopferungsvolle Mutter des jungen Psychiatrie-Pflegers Axel (Florian Lukas) vor der Kamera. In den 2000ern spielte sie zusammen mit Manfred Möck das Schrebergarten-Ehepaar Paschke in der Verwechslungskomödie Der Job seines Lebens (2003) sowie in deren Fortsetzung Der Job seines Lebens 2 – Wieder im Amt (2004). Im Sommer 2011 stand sie letztmals für Episodenrollen der Fernsehreihen Der Doc und die Hexe und Lotta vor der Kamera.

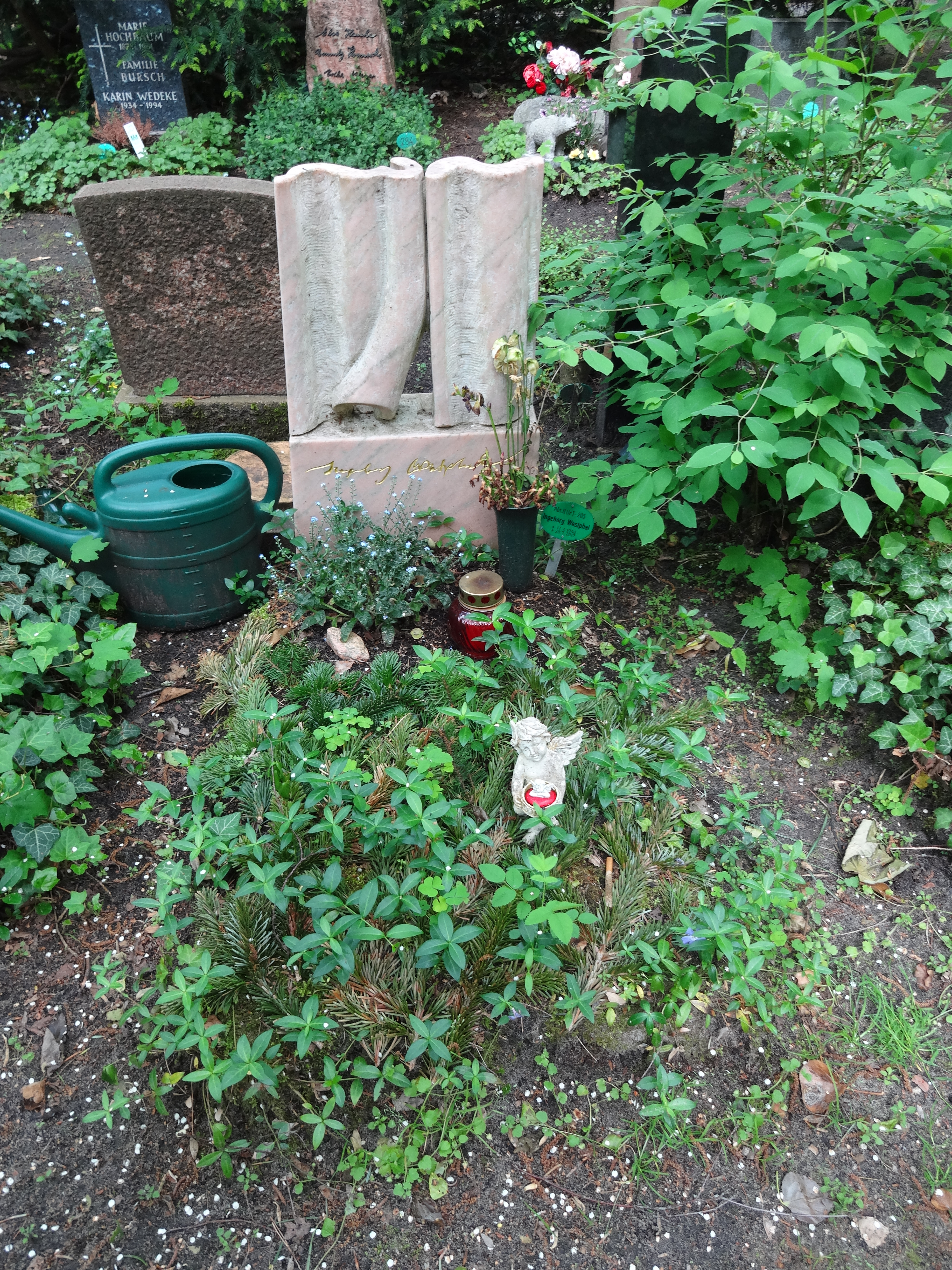
Grab von Ingeborg Westphal auf dem Friedhof Heerstraße in Berlin-Westend

Westphal wirkte in zahlreichen Film- und Fernsehproduktionen, die zum Teil mit nationalen und internationalen Filmpreisen ausgezeichnet wurden. 2005 war sie für den Deutschen Filmpreis in der Kategorie Beste Nebendarstellerin für ihre Nebenrolle der Frau Liebold in dem Liebes-Drama Kammerflimmern nominiert.
Ingeborg Westphal war mit dem Theaterregisseur und Drehbuchautor Michael Klette verheiratet. Aus dieser Verbindung entstammt ein gemeinsamer Sohn (* 1971), der Musiker wurde.
Sie starb Ende Juli 2012 im Alter von 66 Jahren in Berlin. Ihre Künstleragentur, die die Nachricht verbreitete, machte keine Angaben zur Todesursache. Ihr Grab befindet sich auf dem landeseigenen Friedhof Heerstraße in Berlin-Westend (Grablage: II-Ur 1-205). Das Grabdenkmal hat die Form eines sich schließenden Theatervorhangs.

## Filmografie

### Filme
- 1974: Maria und der Paragraph (Zweiteiler)
- 1974: Die Frauen der Wardins (Dreiteiler)
- 1974: Cibulka heiratet
- 1977: Das Lügentrio
- 1978: Nach Jahr und Tag
- 1979: Tull
- 1979: Lachtauben weinen nicht
- 1979: Die letzten Stunden von Radio Magellanes
- 1980: Der Direktor
- 1981: Unser kurzes Leben
- 1981: Schwarzes Gold
- 1983: Im Spiegel
- 1983: Alfons Köhler
- 1994: Mutter der Braut
- 1996: Nadine, nackt im Bistro
- 1997: Das Leben ist eine Baustelle
- 1997: Koerbers Akte: Kleines Mädchen – großes Geld
- 1998: Letting Go
- 1998: Das vergessene Leben
- 1999: Wege in die Nacht
- 1999: Liebe ist das beste Elixier
- 2000: England!
- 2000: Das Teufelsweib
- 2000: Siemensstadt (Kurzfilm)
- 2001: Liebe, Tod und viele Kalorien
- 2002: Freiheit for My Brother
- 2002: Dienstreise – Was für eine Nacht
- 2002: Ein Engel und Paul
- 2003: Der Job seines Lebens
- 2003: Alltag
- 2003: Schussangst
- 2004: Vinzent
- 2004: Kammerflimmern
- 2004: Hinter der Tür (Kurzfilm)
- 2004: Der Job seines Lebens 2 – Wieder im Amt
- 2004: Urban Guerillas
- 2005: Die Nachrichten
- 2006: Elementarteilchen
- 2006: Der rote Kakadu
- 2006: Der blaue Affe
- 2006: Der Tote am Strand
- 2006: Brennendes Herz
- 2007: Hochzeit um jeden Preis
- 2007: Wenn Liebe doch so einfach wär’
- 2008: Code 21
- 2008: Sommer
- 2008: Meine fremde Tochter
- 2008: Evet, ich will!
- 2008: Steinfliegen (Kurzfilm, Stimme)
- 2009: Für meine Kinder tu’ ich alles
- 2009: Die Entbehrlichen
- 2009: Frischer Wind
- 2010: Frösche petzen nicht
- 2010: Boxhagener Platz

### Fernsehserien und Fernsehreihen
- 1974: Fernsehpitaval (Folge 6x10, Die Aktfotos)
- 1974: Polizeiruf 110 – Per Anhalter
- 1977: Das unsichtbare Visier (Folge 5x03, Der Afrikaanse Broederbond 3)
- 1979: Polizeiruf 110 – Am Abgrund
- 1980: Polizeiruf 110 – Der Hinterhalt
- 1982: Der Staatsanwalt hat das Wort: Ich bin Joop van der Dalen
- 1983: Spuk im Hochhaus (Folgen 1x04 Bemme und die sieben Geißlein, 1x07 Abschied wider Willen)
- 1984: Der Staatsanwalt hat das Wort: Wenn zwei sich streiten
- 1986: Diplomaten küsst man nicht (27 Folgen)
- 1988: Spielergeschichten (13 Folgen)
- 1988–1991: Büro, Büro (29 Folgen)
- 1991–1992: Agentur Herz (26 Folgen)
- 1991: Tatort – Blutwurstwalzer (Fernsehreihe)
- 1993: Die große Freiheit (Folge 2x03, Inselzauber und Intrigen)
- 1995: Tatort – Falsches Alibi
- 1995–1996: Die Kommissarin (10 Folgen)
- 1995: Ein Fall für zwei (Folge 15x09, Tod im Motel)
- 1996: Mona M. – Mit den Waffen einer Frau (Folge 1x11, Was für ein Tag)
- 1996: Die Stadtindianer (Folge 2x09, Endstation)
- 1996: Doppelter Einsatz (Folge 3x09, Nachtvögel)
- 1997: Ein Fall für zwei (Folge 17x02, Falsche Komplizen)
- 1997: Polizeiruf 110 – Die falsche Sonja
- 1997: Alphateam – Die Lebensretter im OP (Folge 2x06, Vier Eltern und ein Kind)
- 1998: In aller Freundschaft (Folge 1x08, Kindersorgen)
- 1999: Im Namen des Gesetzes (Folge 5x03, Taxi ins Jenseits)
- 1999: Klemperer – Ein Leben in Deutschland (12 Folgen)
- 2000: Rosa Roth – Küsse und Bisse (Folge 1x11)
- 2000: Der letzte Zeuge (Folge 3x05, Der vierte Mann)
- 2000: Balko (Folge 5x16, Bis zum letzten Mann)
- 2001: Evelyn Hamanns Geschichten aus dem Leben (Folge Skandal um Julia/Die Quiz-Kandidatin)
- 2002: Stahlnetz: Ausgelöscht (Folge 10x02)
- 2004: Tatort – Hundeleben
- 2005: Tatort – Die Spieler
- 2005: Sperling und die Katze in der Falle (Folge 1x17)
- 2006: Balko (Folge 8x03, Ich töte Mutter)
- 2006: Spreewaldkrimi – Das Geheimnis im Moor (Folge 1x01)
- 2006: Zwei Engel für Amor (Folgen 1x07 Liebe und Eltern, 1x08 Liebe und Eifersucht)
- 2007: Polizeiruf 110 – Dunkler Sommer
- 2009: Bella Block – Das Schweigen der Kommissarin (Doppelfolge 1x26/1x27)
- 2009: Stubbe – Von Fall zu Fall: In den Nebel (Folge 4x01)
- 2011: Inga Lindström: Das dunkle Haus (Folge 8x05)
- 2012: Der Doc und die Hexe – Katastrophenalarm (Folge 2x01)
- 2012: Der Doc und die Hexe – Nebenwirkungen (Folge 2x02)
- 2012: Lotta & die großen Erwartungen (Folge 1x02)

## Hörspiele
- 1980: Georg Büchner: Dantons Tod (Bürgerin) – Regie: Joachim Staritz (Hörspiel – Rundfunk der DDR)
- 1981: Peter Brasch: Der Wolf und Rotkäppchen in der Stadt (Rotkäppchen) – Regie: Joachim Siebenschuh (Kinderhörspiel – Litera)
- 1990: Paul Hengge: Ein Pflichtmandat – Regie: Robert Matejka (Hörspiel – RIAS Berlin)